# Shizuokastadion
Het Shizuokastadion (ook wel Shizuoka "Ecopa"-stadion genoemd) is een voetbalstadion in de Japanse stad Fukuroi. Het stadion is geopend in 2001 en kan 50.889 toeschouwers herbergen. Vaste bespeler van het stadion is Júbilo Iwata, dat uitkomt in de J-League. Het stadion werd speciaal gebouwd voor het Wereldkampioenschap voetbal 2002, dat werd georganiseerd door Zuid-Korea en Japan.

## WK interlands
| №  | Datum        | Wedstrijd            | Uitslag | Competitie | Toeschouwers |
| -- | ------------ | -------------------- | ------- | ---------- | ------------ |
| 1. | 11 juni 2002 | Kameroen – Duitsland | 0 – 2   | WK 2002    | 47.085       |
| 2. | 14 juni 2002 | België – Rusland     | 3 – 2   | WK 2002    | 46.640       |
| 3. | 21 juni 2002 | Engeland – Brazilië  | 1 – 2   | WK 2002    | 47.436       |